# ベンゾバルビタール
ベンゾバルビタール（英：Benzobarbital、Benzonal）はバルビツール酸誘導体である。抗てんかん作用があり、てんかんの治療に使用されてきた。
ベンゾバルビタールは、密接に関連するフェノバルビタールと類似の肝酵素誘導作用を持ち、臨床で利用できる可能性がある。